# Marbostel (Wietzendorf)

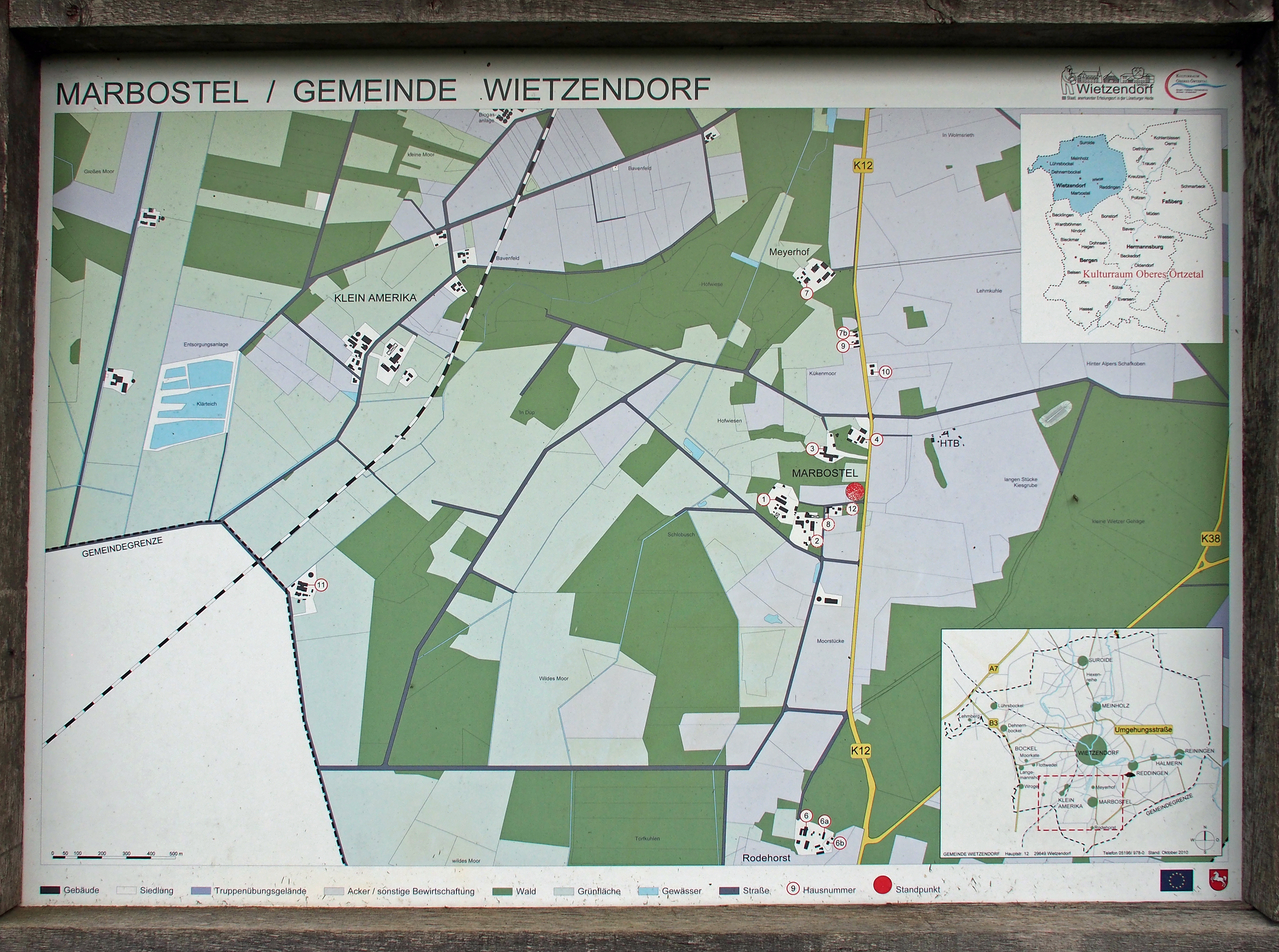
Karte von Marbostel

Marbostel ist ein Ortsteil der Gemeinde Wietzendorf im Landkreis Heidekreis, Niedersachsen.

## Lage
Marbostel liegt etwa 2 km südlich von Wietzendorf in der Lüneburger Heide. Zum Ort gehört auch Rodehorst. Etwa 3,5 km westlich liegt die Bundesstraße 3, die auf die Bundesautobahn 7 führt.

## Geschichte
Bereits 1658 wurde beschlossen, in den Kirchspielorten Reihenschulen einzurichten, d. h. der Lehrer hält abwechselnd in verschiedenen Häusern den Unterricht ab. Erst 1843 wurde ein eigenständiges Schulhaus erbaut.
Am 1. März 1974 wurde die Gemeinde Marbostel bei Wietzendorf in die Gemeinde Wietzendorf eingegliedert.

## Sonstiges
- Ortsvorsteher ist Joachim Schulze. (Stand 2020)
- In Marbostel gibt es keine Straßenbezeichnungen, sondern nur Hausnummern, nach denen sich Einwohner, Postboten, Lieferanten und Besucher orientieren müssen.